# Vincent Cotroni
Vincent Cotroni, all'anagrafe Vincenzo Cotrone (Mammola, 11 novembre 1910 – Montréal, 16 settembre 1984), è stato un mafioso italiano naturalizzato canadese, era un capo della Famiglia Cotroni di Montréal, nata come un ramo della Famiglia Bonanno di New York e in seguito fagogitata dalla Famiglia Rizzuto di Montreal.

## Biografia
Vincenzo Cotrone (americanizzato come Vincent Cotroni) nacque l'11 novembre 1910 a Mammola in  Calabria. Nel 1924, migrò a Montréal, Québec, Canada con le sue due sorelle, Margherita e Palmina, e suo fratello Giuseppe; gli altri due suoi fratelli, Frank e Michael, nacquero successivamente a Montreal.
Piuttosto che frequentare la scuola, lavorò come carpentiere e come wrestler professionista sotto il nome di "Viv Vincent" Cotroni diventò cittadino canadese nel 1929..
Si inserì nel crimine organizzato alla fine degli anni '20 e negli anni '30 fu coinvolto in una frode elettorale dove servì nel Partito Liberale del Québec e nell'Union Nationale picchiando i sostenitori dei partiti rivali. Come risultato del lavoro di Cotroni, la famiglia Cotroni beneficiò della protezione dei politici del Québec per decenni Cotroni fu zio per matrimonio del wrestler professionista Dino Bravo.
"The Egg", come veniva talvolta chiamato, fu accusato dello stupro di Maria Brescianoma le accuse sono state ritirate e la presunta vittima è diventata la moglie di Cotroni.
Mentre era già un individuo di grande successo e politicamente connesso nella malavita di Montréal, la più grande opportunità di Cotroni arrivò quando Carmine "Lilo" Galante, un influente membro della Famiglia Bonanno di New York arrivò a Montréal nel 1953.
Galante pianificò che Montreal diventasse un luogo cruciale per l'importazione di eroina proveniente da oltre mare per la distribuzione a New York e negli Stati Uniti, in quella che sarebbe stata chiamata la French connection.
Galante richiese anche una tassa per i night club, i locali in cui si giocava d'azzardo, la prostituzione e per chi praticava aborti. Nel 1957, a causa delle estorsioni da lui perpetrate il governo canadese lo rispedì negli Stati Uniti.
Nel 1974, Cotroni era sotto inchiesta dalla Commission d'enquête sur le crime organisé (Commissione d'inchiesta sul crimine organizzato) o CECO, fu mandato in carcere per un anno con l'accusa di vilipendio alla corte perché la sua testimonianza, concludeva la Commissione, era "deliberatamente incomprensibile, sconclusionata, vaga e nebulosa". 
Successivamente, sempre nel 1974, Cotroni e Paolo Violi furono ascoltati in un'intercettazione della polizia dove minacciavano di uccidere il mafioso di Hamilton Johnny Papalia e chiedendo 150000 $ dopo aver usato i loro nomi in una trama di estorsione da 300000 $ senza notificarli o tagliarli sul punteggio. Tutti e 3 furono condannati per estorsioni nel 1975 a 6 anni di carcere.
Cotroni e Violi ottennero in appello solo 6 mesi di carcere e quella di Papalia fu rigettata.
Alla fine degli anni '70 Cotroni trasferì le sue attività criminali giorno dopo giorno al suo conterraneo calabrese Paolo Violi, un capodecina insieme a Nicolas Dilorio, Frank Cotroni e Luigi Greco. 
Il ruolo di Cotroni divenne più quello di un consigliere del giovane calabrese.
Vincenzo Cotroni, morì di cancro il 16 settembre 1984 all'età di 74 anni. Il suo funerale ebbe composizioni floreali su 23 auto e da una banda da 17 ottoni.